# لخازة
لَخَّازَة (الاسم العلمي: Cuterebra)، جنس حشرات من ذوات الجناحين وفُصيلة اللخازيات، تقوم هذه الحشرات بمهاجمة القوارض والحيوانات المماثلة لها. أنواعها 78.